# The Marvelous Mrs. Maisel
The Marvelous Mrs. Maisel is een Amerikaanse komische dramaserie. De reeks werd bedacht door Amy Sherman-Palladino en ging op 17 maart 2017 in première op de streamingdienst Prime Video. De hoofdrol wordt vertolkt door Rachel Brosnahan.
De serie werd in 2018 bekroond met zowel de Golden Globe als Emmy Award voor beste komische serie.

## Verhaal
Miriam "Midge" Maisel is een joodse huisvrouw uit het New York van de jaren 1950. Haar echtgenoot, Joel, is een zakenman en onsuccesvolle stand-upcomedian. Wanneer hij haar op een dag bedriegt en verlaat, waagt ze zich zelf aan een carrière als comédienne.

## Rolverdeling

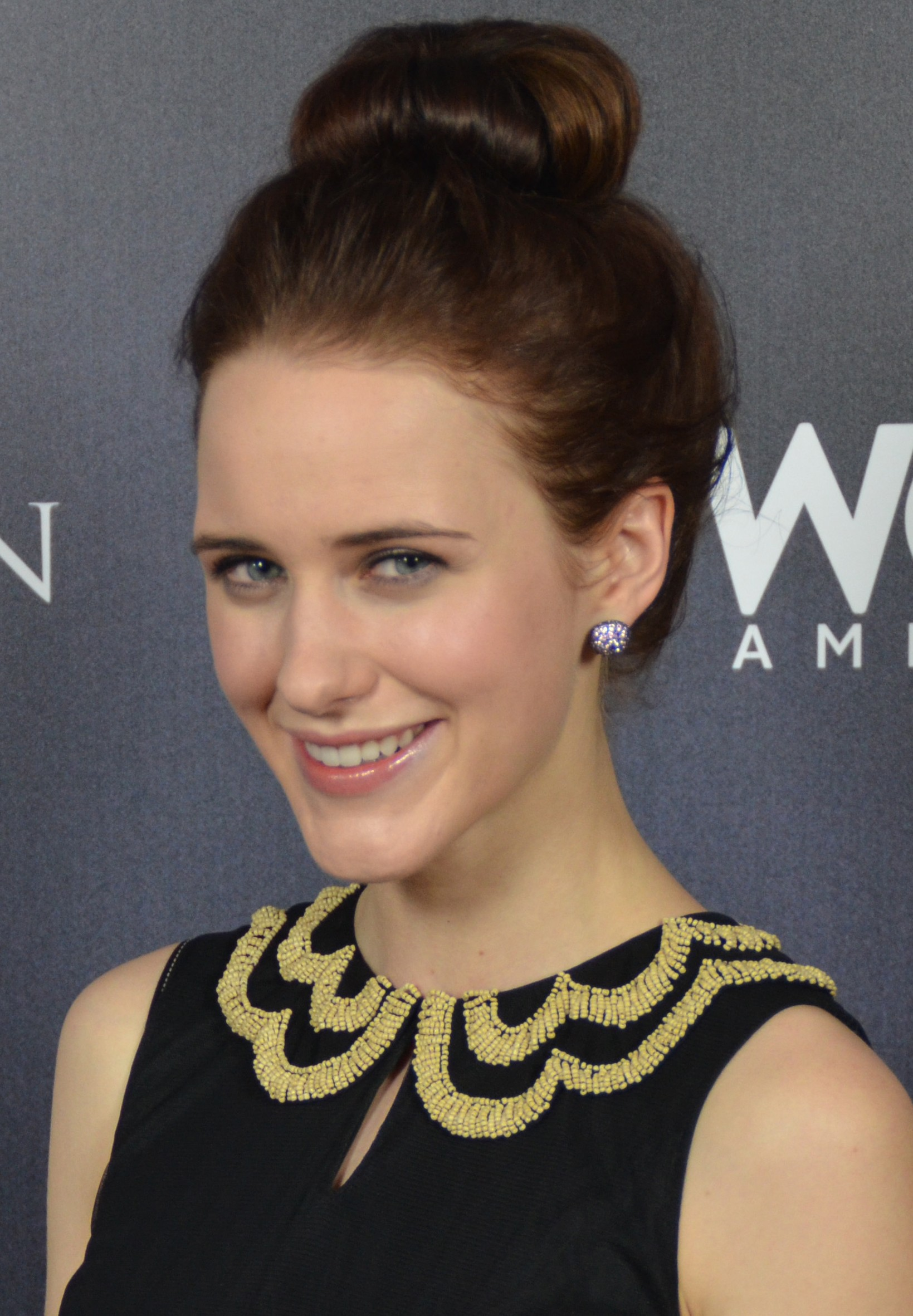
Hoofdrolspeelster Rachel Brosnahan.

| Acteur           | Personage              |
| ---------------- | ---------------------- |
| Rachel Brosnahan | Miriam "Midge" Maisel  |
| Alex Borstein    | Susie Myerson          |
| Michael Zegen    | Joel Maisel            |
| Marin Hinkle     | Rose Weissman          |
| Tony Shalhoub    | Abraham "Abe" Weissman |
| Kevin Pollak     | Moishe Maisel          |
| Bailey De Young  | Imogene Cleary         |
| Luke Kirby       | Lenny Bruce            |
| Caroline Aaron   | Shirley Maisel         |

## Productie
Amy Sherman-Palladino werd bij het bedenken van de serie geïnspireerd door haar eigen vader, die in New York actief was als stand-upcomedian, en vrouwelijke komieken als Joan Rivers en Totie Fields.
In juni 2016 gaf Amazon groen licht voor een pilot. Rachel Brosnahan werd in augustus 2016 gecast als hoofdrolspeelster. In de daaropvolgende maanden werd de cast voor de pilot uitgebreid met onder meer Tony Shalhoub, Michael Zegen en Marin Hinkle.
Op 17 maart 2017 ging de pilot in première op de streamingdienst. Een maand later raakte bekend dat Amazon twee seizoenen van de reeks had besteld. In mei 2017 werd de cast uitgebreid met Caroline Aaron, Kevin Pollak en Bailey De Young. De rest van het eerste seizoen ging op 29 november 2017 in première. Begin december 2018 verscheen het tweede seizoen op Amazon Video, en een jaar later kwam ook het derde seizoen beschikbaar. Tevens werd aangekondigd dat er een vierde seizoen in de maak is.Het vijfde en laatste seizoen ging in première op 14 april 2023 en eindigde op 26 mei 2023.
De serie kreeg ook lovende kritieken. Het won de Golden Globe Award voor Beste Televisieserie - Musical of Komedie in 2017 en de Primetime Emmy Award voor Outstanding Comedy Series in 2018, waarbij Sherman-Palladino tijdens de laatste ceremonie de prijzen voor Outstanding Directing en Outstanding Writing ontving. Brosnahan won de Primetime Emmy Award voor beste hoofdrolspeelster in een comedyserie in 2018 en twee opeenvolgende Golden Globe Awards voor beste actrice - televisieserie musical of komedie in 2018 en 2019. Borstein won de Primetime Emmy Award voor beste vrouwelijke bijrol in een comedyserie. twee keer achter elkaar, in 2018 en 2019; en Shalhoub en Kirby wonnen respectievelijk de prijzen voor Outstanding Supporting Actor in a Comedy Series en Outstanding Guest Actor in a Comedy Series in 2019.